# Бариогенезис
Бариогене́з — состояние Вселенной на промежутке времени 10−35—10−32 секунд с момента Большого Взрыва, во время которого происходило объединение кварков и глюонов в адроны (в том числе в барионы), а также название самого процесса такого объединения.  После выхода из фазы инфляционного расширения Вселенная содержала совершенно одинаковые количества материи и антиматерии. Затем имели место не до конца понятные процессы, которые полностью освободили её от антиматерии, но сохранили часть материи. Таким образом образовалась популяция протонов, нейтронов и электронов, которая в дальнейшем стала сырьем для изготовления всех атомов нашей вселенной. Считается, что вследствие выполнения условий Сахарова (несохранение барионного числа, CP-нарушение, нарушение теплового равновесия) во время бариогенезиса возникла так называемая барионная асимметрия Вселенной — наблюдающаяся асимметрия между материей и антиматерией (в современной Вселенной присутствует почти исключительно первая).